# Élections générales britanniques de 1713
Les élections générales britanniques de 1713 se sont déroulées en Grande-Bretagne du 22 août au 12 novembre 1713. Ces élections sont remportées par le Parti tory.